# John Cannon
John Cannon (21 de junho de 1933 – 18 de outubro de 1999) foi um automobilista canadense que participou do GP dos Estados Unidos de 1971 de Fórmula 1.